# Martin Mendler
Martin Mendler war ein deutscher Architekt, der zwischen 1909 und 1935 in München nachweisbar ist. Er war spätestens 1911 Mitglied im Bayerischen Architekten- und Ingenieur-Verein und spätestens Ende der 1920er Jahre Mitglied im Bund Deutscher Architekten.

## Bauten und Entwürfe

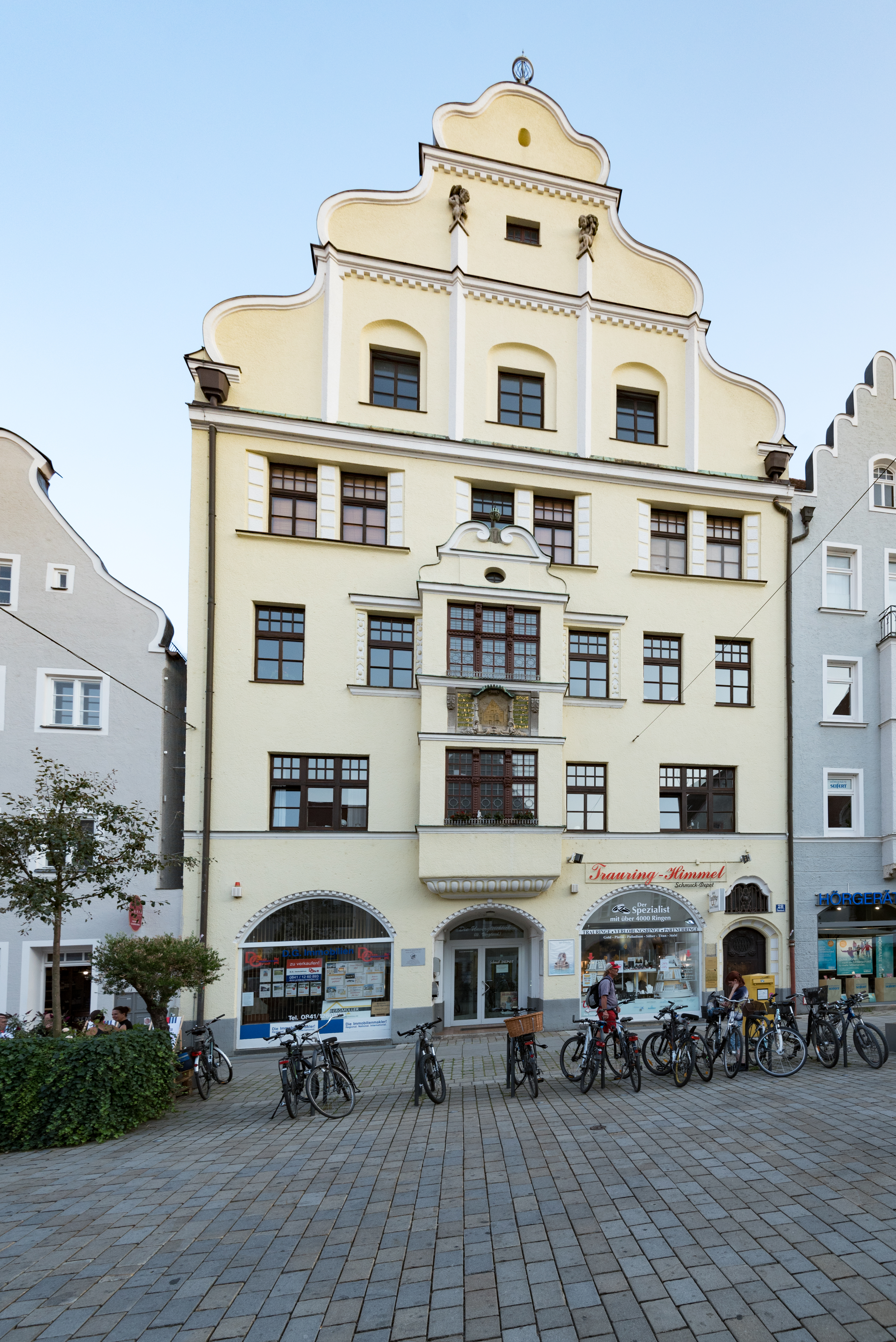
Wohn- und Geschäftshaus in Ingolstadt

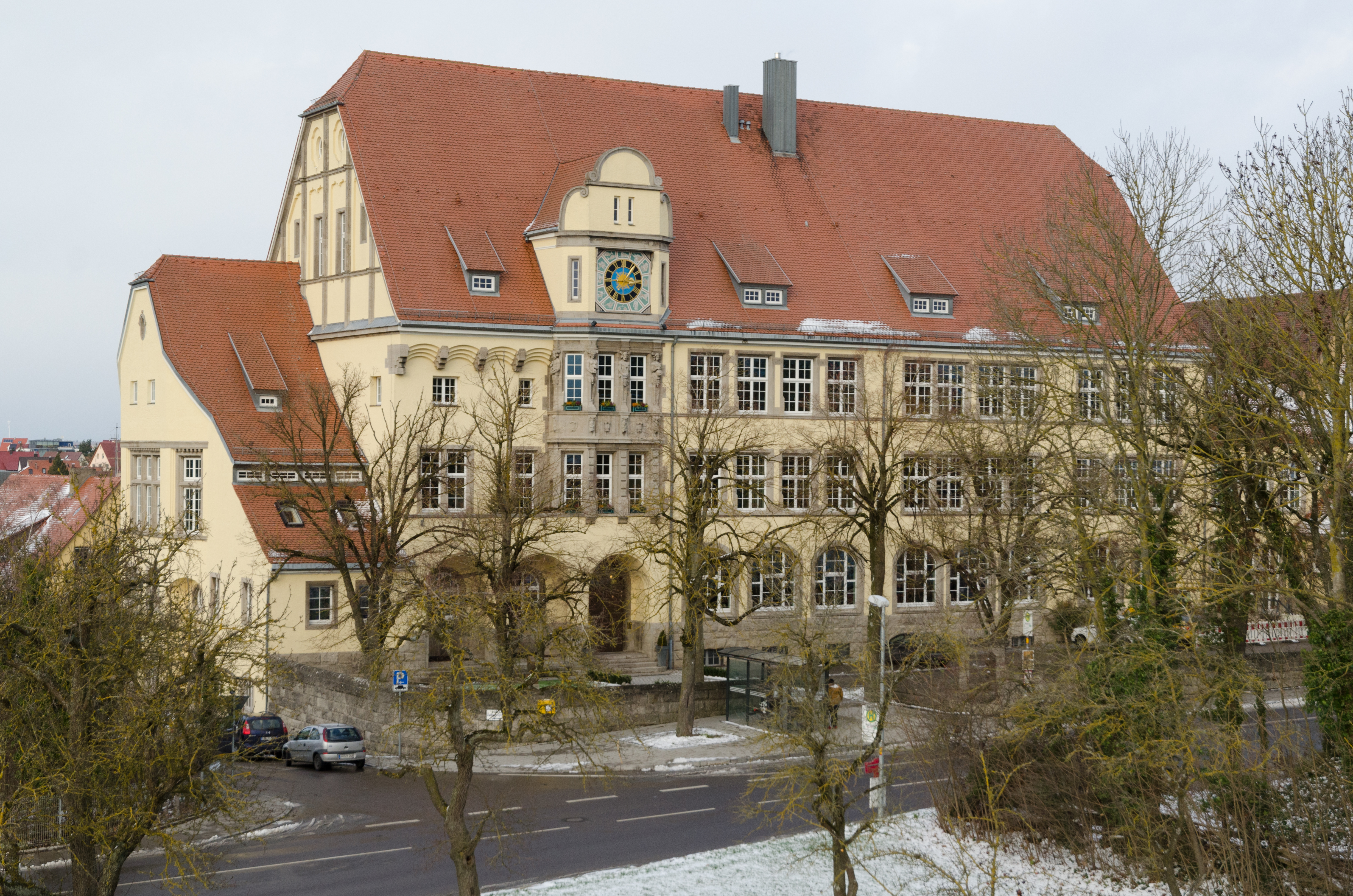
Schule in Rothenburg ob der Tauber

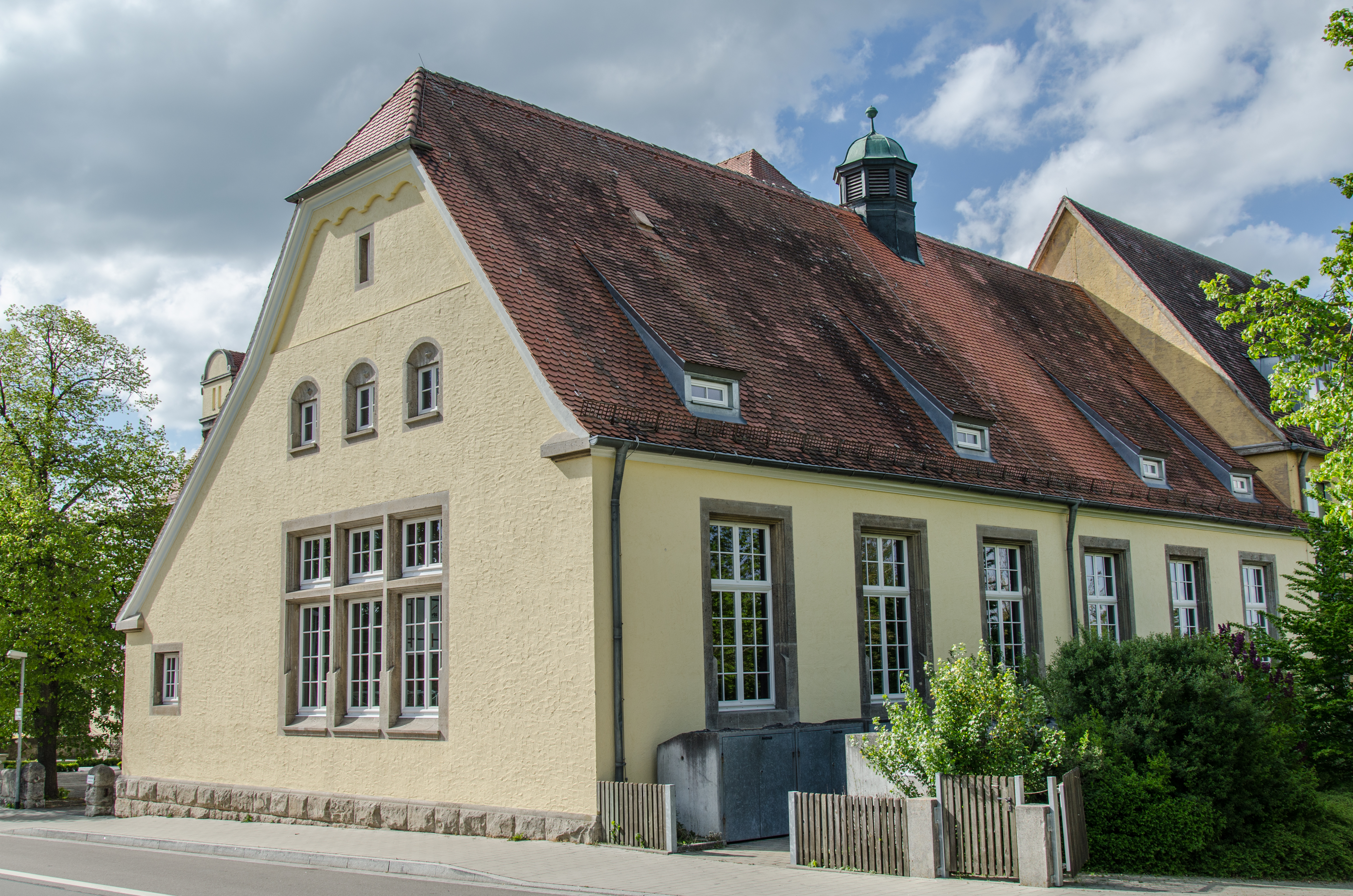
Turnhalle der Schule in Rothenburg ob der Tauber

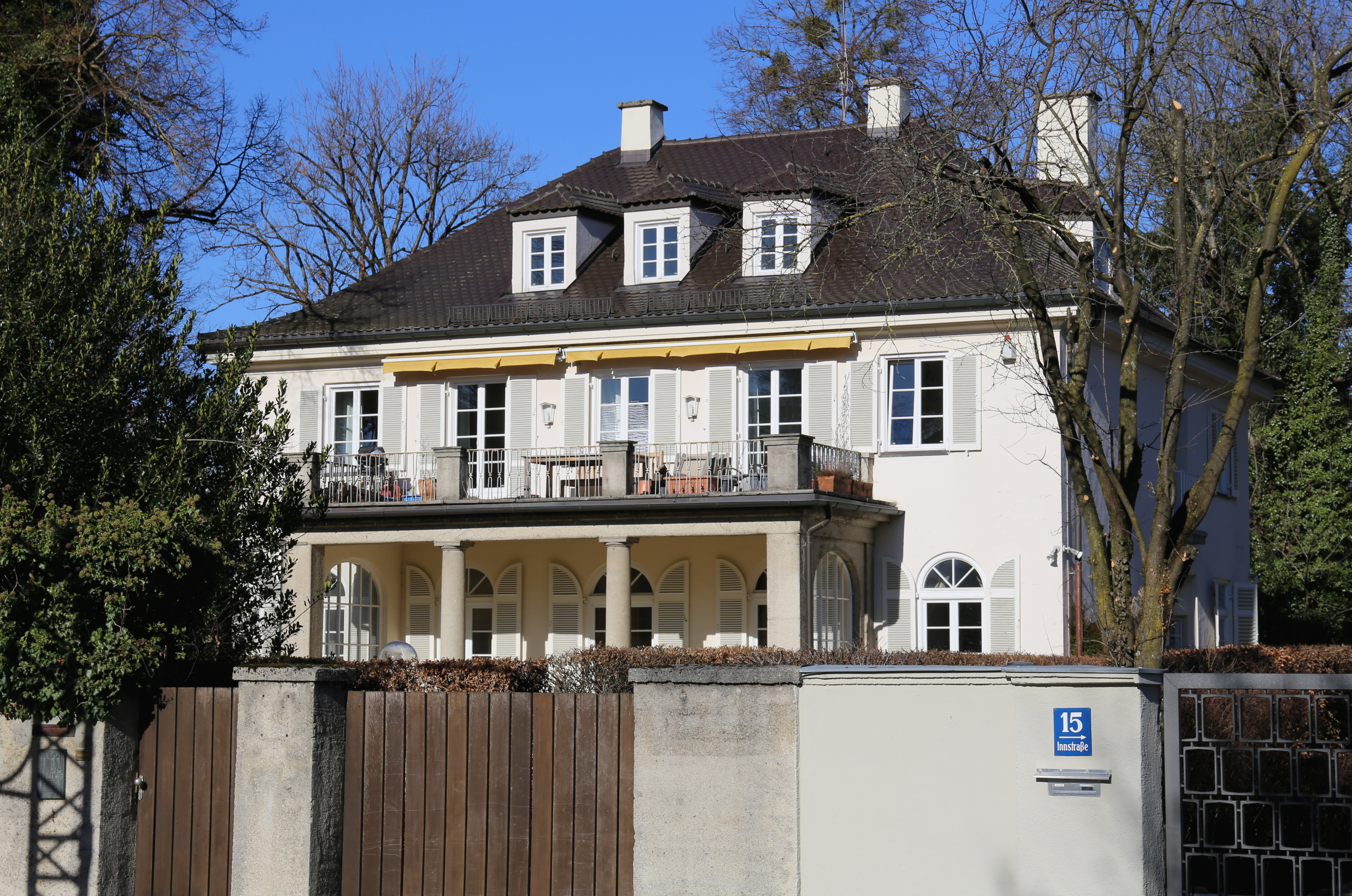
Villa in München-Bogenhausen

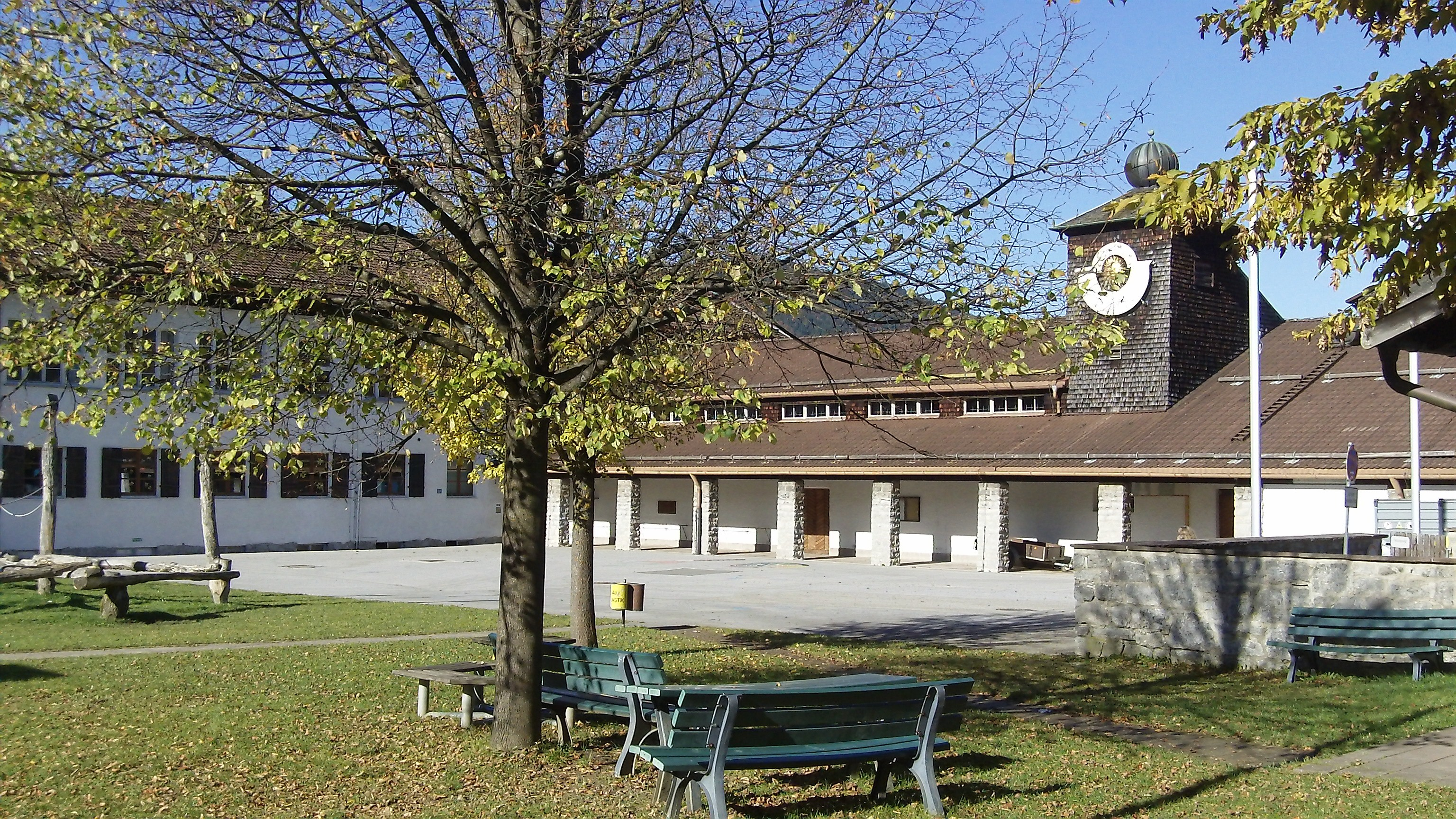
Schule in Bad Wiessee

- 1909: Wettbewerbsentwurf für den Neubau einer Realschule in Ingolstadt (prämiert mit dem 3. Preis, nicht ausgeführt)[3]
- um 1910: Mitarbeiter im Baubüro für den Neubau des Bayerischen Verkehrsministeriums in München, Arnulfstraße (nach Entwurf von Carl Hocheder; teilweise kriegszerstört, erhaltene Bauteile unter Denkmalschutz)[4]
- 1911: Wettbewerbsentwurf für den Neubau einer Realschule in Wasserburg am Inn (prämiert mit dem 3. Preis, nicht ausgeführt)[1]
- 1912: Mehrfamilienwohnhaus Hohe-Schul-Straße 2 1/2 in Ingolstadt (unter Denkmalschutz)[5][6]
- 1912: Wohn- und Geschäftshaus Theresienstraße 28 in Ingolstadt (unter Denkmalschutz)[7][8]
- 1912: Mehrfamilienwohnhaus Gymnasiumstraße 11 in Ingolstadt (unter Denkmalschutz)[9][10]
- 1912–1914: Realschule in Rothenburg ob der Tauber, Bezoldweg 31 (erfolgreicher Wettbewerbsentwurf; unter Denkmalschutz)[11][12][13][14]
- 1921: Villa Innstraße 11 in München-Bogenhausen (unter Denkmalschutz)[15]
- 1928–1931: Bauteil der Siedlung Neuhausen (andere Teile von Hans Döllgast, Johannes Ludwig, Sep Ruf, Franz Ruf, Gustav Gsaenger, Otho Orlando Kurz und Uli Seeck)[16]
- 1930–1931: Wohn- und Geschäftshaus für Curt Rother in Peine, Breite Straße 31/32 (unter Denkmalschutz)[17]
- 1935: Volksschule mit Kinderhort und Feuerwache in Bad Wiessee, Sanktjohanserstraße 36 (unter Denkmalschutz)[18]